# Герб Селоріку-де-Башту
Ге́рб Селорі́ку-де-Ба́шту — офіційний символ містечка Селоріку-де-Башту, Португалія. Використовується як територіальний герб. У срібному щиті чорний замок із трьома баштами, срібними вікнами і брамою. Обабіч нього два пурпурових виноградних грона із зеленим листям. Підніжжя перетяте трьома хвилястими смугами — двома синіми і однією срібною. Щит увінчує срібна мурована містечкова корона з чотирма вежами.  Під щитом біла стрічка, на якій великими літерами напис португальською: «Celorico de Basto» (Селоріку-де-Башту).  Офіційно затверджений 24 лютого 1948 року.  

## Галерея

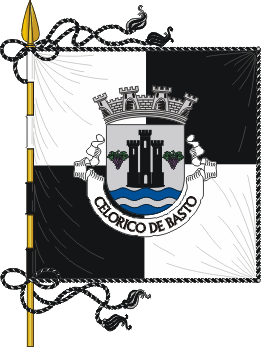
Прапор
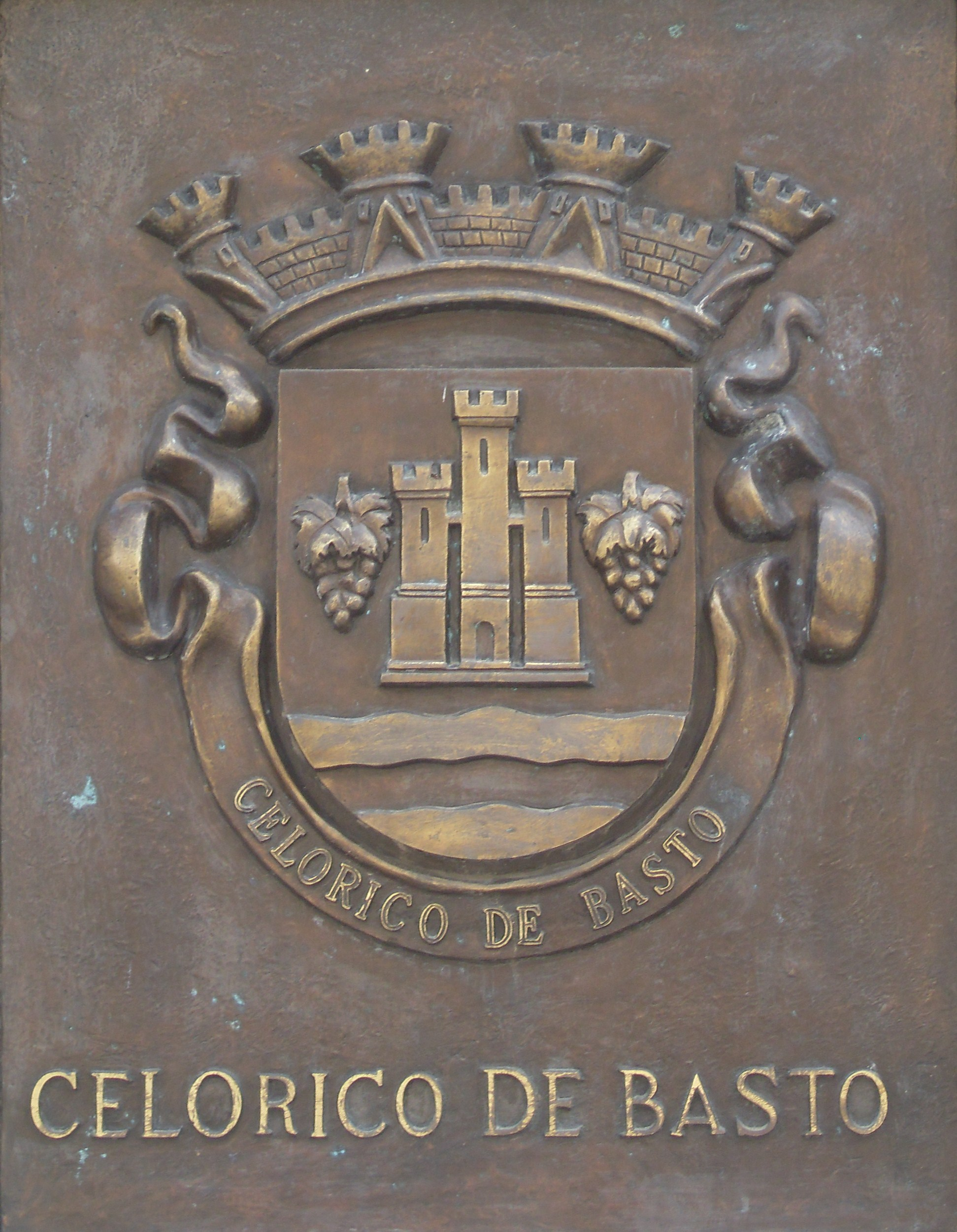
Герб (2001)